# Leo Kahn
Leo Kahn (5. August 1894 in Bruchsal – 27. September 1983 in Ramat Gan, Israel) war ein deutsch-israelischer Maler.

## Leben
Nach dem Abschluss des Gymnasiums mit dem Abitur machte er eine Schreinerlehre und trat danach in die Kunstgewerbeschule Karlsruhe ein. 1919/20 war er Schüler von Albert Haueisen in Frankfurt. 1919 heiratete er Elisabeth Levy aus Ulm. 1920 wurde er als Nachfolger von Wilhelm Trübner an die Akademie in Karlsruhe berufen und mit der Neuorganisation der Akademie beauftragt. Eine erste größere Ausstellung hatte er 1921 mit Wilhelm Schnarrenberger in einer Karlsruher Galerie. 1927/1928 übernahm er die Ausmalung der Synagoge in Bruchsal. 1925 bis 1935 lebte er in Ulm und emigrierte 1936 mit vier Kindern (Josef, Fanny, Jakob und Bertha) nach Palästina.
Vor seiner Auswanderung unterrichtete Leo Kahn von Januar bis März 1936 Zeichnen im Jüdischen Landschulheim Herrlingen.
1952 erhielt Kahn den Dizengoff-Preis im Tel Aviv Museum of Art, die am meisten anerkannte Auszeichnung im Bereich der bildenden Kunst in Israel.

## Werke (Auswahl)
- Blumenmarkt (Öl auf Holz, 34,5 × 41 cm; Museum Kunst der Verlorenen Generation, Salzburg)[2]

## Postume Ausstellung
- 1989/1990: Ulm, Ulmer Museum („Drei Maler der älteren Generation aus Israel. Aus der Sammlung David“)